# Roger M. Keesing
Roger Martin Keesing, född 16 maj 1935, död 7 maj 1993, var en amerikansk antropolog och lingvist. 1974 blev han professor på Institute of Advanced Studies vid Australian National University i Canberra, 1990 flyttade han över till McGill University i Montréal. Keesing utförde sitt fältarbete bland kwaiofolket på Malaita på Salomonöarna, och han har skrivit om släktskap, religion, politik, historia och språk. Hans aska fördes till Salomonöarna, och han upptogs som "andalo" (förfädersande) i deras religion.

## Konstruktivism
Keesing har ett interpretativt eller konstruktivistiskt kulturperspektiv. För honom beror kulturella uttryck inte på en i den specifika kulturen inneboende evig och oföränderlig essens. Han menar istället att kultur är något föränderligt och dynamiskt i vilken sociala intressen kommer till uttryck, vilket innebär att kulturer inte är enhetliga. Människans kulturellt betingade handlande skall därför förstås i förhållande till de historiska processer i vilka de ingår. Människan görs därmed till en aktiv uttolkare av sin livssituation.
Då vi talar om ett folks "kultur" bör vi, menar Keesing, vara medvetna om att denna kultur inte är något annat än en abstraktion av den samlade kunskap och de olika världsbilder som folket i fråga besitter. Även om folk kan veta olika saker och ha skilda uppfattningar om olika fenomen förenas de av en gemensam kod som företrädesvis är omedveten men vilken gör det möjligt att kommunicera och fårtså andras handlande. Kulturen blir härigenom något som både formar sociala förhållanden och som samtidigt skapas i social interaktion. En viktig aspekt är de olika och ibland motstridiga intressen som olika samhällsgrupper har och som i stor utsträckning syftar till att vinna eller bevara makt och kontroll över människor och resurser.
Kulturen är således inte en homogen, kollektiv representation av världen utan en förenklad abstraktion av en mängd olika och delvis motsägelsefulla uppfattningar om världen. Utformningen av denna abstraktion är inte godtycklig och inte heller får alla grupper ge sitt bidrag, utan den är i stor utsträckning ett uttryck för en speciell grupp och deras intresse som därigenom kan främja sina specifika intressen i förhållande till andra grupper. Det finns ett politiskt element i vår världsåskådning: maktens celestialisering.

## Publikationer
- Kwaio descent groups, 1966
- New Perspectives in Cultural Anthropology, 1971 (med sin far Felix M. Keesing)
- Paradigms lost: The new ethnography and the new linguistics, 1972
- Kin Groups and Social Structure, 1975
- Kwaio dictionary, 1975
- Explorations in role analysis, 1975
- Cultural Anthropology: A Contemporary Perspective, 1976
- Elota's Story: The Life and Times of a Solomon Islands Big Man, 1978
- Lightning Meets the West Wind: Malaita Massacre, 1980
- Kwaio Religion, 1982
- Melanesian Pidgin and the Oceanic Substrate, 1988
- Custom and Confrontation: Kwaio Struggle for Cultural Autonomy, 1992